# Uponor
Uponor — це публічне акціонерне товариство зі сторічною історією. Головний офіс компанії розташований у місті Вантаа, Фінляндія. Uponor є провідним світовим постачальником рішень для систем водопостачання, енергоефективних систем опалення та охолодження, а також інфраструктурних рішень. Компанія задіяна у багатьох напрямках будівництва: від житлового та комерційного будівництва до промислового й інфраструктурного. Продукція Uponor експортується в понад 100 країн. 
Компанія Uponor є міжнародним виробником енергоефективних, безпечних і надійних рішень для водопостачання та внутрішнього мікроклімату приміщень для житлового та комерційного будівництва та фокусується на максимально дбайливому ставленні до навколишнього середовища.
В Україні компанія Uponor працює з 2007 року, коли було створено Представництво Uponor S.p.z.oo в Києві. А вже в 2010 було створено представництво Uponor GmbH в Києві.
У 2020 році чистий обсяг продажів Uponor склав приблизно 1,1 мільярда євро. Головний офіс компанії Uponor знаходиться у Фінляндії, а акції компанії котируються на Nasdaq Helsinki.
У Uponor працює близько 3700 професіоналів у 26 країнах Європи та Північної Америки.

Станом на сьогодні Uponor фокусується на виробництві продуктів для:
- Рішень для забезпечення мікроклімату у приміщенні (опалення, охолодження та вентиляція) - 23%(від загального виробництва);
- Сантехнічних рішень - 55%;
- Рішень для створення інфраструктурних об'єктів - 22%.

Загалом корпорація Uponor розділена на три незалежні гілки:
- Building Solutions - Європа (до якої входить Україна);
- Building Solutions - Північна Америка;
- Uponor Infra.

## Історія
Основу сучасної компанії Uponor заклали європейські винахідники минулого, яких можна прослідкувати аж до 1620 року.
Початок історії міжнародної компанії Uponor, яку можна прослідкувати аж до 1620 року, було закладено європейськими винахідниками минулого. Хоча сьогодні офіційною датою заснування компанії вважається 1918 рік - рік заснування теслярської майстерні в Лахті, Фінляндії. А вже у 1965 році компанією було виготовлено першу пластикову трубу, що стало початком нової ери для галузі.
За наступні десятиріччя компанія розвивалася, створювала інноваційні продукти, відкривала нові ринки, а також приєднувала інші компанії в рамках стратегії розвитку. 
1620 рік — Йохан де ля Ґарді (Johan de la Gardie) засновує компанію Wirsbo Bruks AB.
1918 рік — Аукусті Аско-Авоніус (Aukusti Asko-Avonius) заснував теслярську майстерню в Лахті, Фінляндія.
1938 рік — Арві Таммівурі (Arvi Tammivuori), син Аско-Авоніуса (Asko-Avonius), заснував Upo Oy і розпочав виробництво чавунної продукції й побутових приладів.
1964 рік — У Настолі, Фінляндія, було відкрито першу фабрику пластикових труб Upo-Muovi.
1972 рік — Компанія Wirsbo у Швеції першою у світі розпочала виробництво труб зі зшитого пластику (PEX).
1982 рік — Засновники Asko та Neste створили компанію Oy Uponor Ab.
1988 рік — Uponor придбала німецьку компанію Hewing і шведську компанію Wirsbo Asko Oy і розпочала виробництво пластикових труб для гарячої води. Акції Wirsbo Asko Oy розміщено на Фондовій біржі Хельсінкі.
1990 рік — Wirsbo відкриває завод у Епл-Веллі, Міннесота, США.
1997 рік — До 1999 року процент акцій, придбаних у німецької компанії Unicor GmbH, зріс із 40 до 100 %.
1999 рік — 31 грудня 1999 року Uponor об'єдналася зі своєю батьківською компанією Asko Oyj, назву якої було змінено на Uponor Oyj.
2006 рік — Один бренд і одна об'єднана компанія Uponor.
2006—2013 рік — Відчуження муніципальних підприємств за межами країн Північної Європи. Розширення асортименту продукції системами охолодження. Успішний початок діяльності у сфері страхування монтажних проектів і придбання Uponor Infra завдяки злиттю з KWH Pipe 1 липня 2013 р.
2016 рік - Uponor і Belkin International створюють компанію Phyn.